# Foro (Eritrea)
Foro (en tigriña: ፎሮ) es una localidad ubicada en la zona Semenawi Keyih Bahri de Eritrea. Se trata de una pequeña ciudad cerca de la costa, que fue construida en la confluencia de los ríos Haddas, Aligide, y Comaile. En la década de los años 60, la zona experimentó un desarrollo agrícola importante en las llanuras aluviales.
A unos 6 kilómetros al este de Foro, se encuentra el yacimiento arqueológico de Adulis, el principal puerto del antiguo Reino de Aksum.